# Submersisphaeria aquatica
Submersisphaeria aquatica är en svampart som beskrevs av K.D. Hyde 1996. Submersisphaeria aquatica ingår i släktet Submersisphaeria och familjen Annulatascaceae.  Arten är reproducerande i Sverige. Inga underarter finns listade i Catalogue of Life.